# Robert Seiringer
Robert Seiringer (1er septembre 1976, Vöcklabruck) est un physicien mathématicien autrichien.

## Biographie
Seiringer étudie la physique à l'Université de Vienne, où en 1999 il obtient son diplôme et en 2000 avec Jakob Yngvason comme directeur de thèse, il obtient un doctorat. En 2005, il obtient son diplôme d'habilitation à l'Université de Vienne. Avec une bourse Schrödinger, il entre en 2001 à l'Université de Princeton. Il y devient en 2003 professeur assistant. Depuis 2010, il est professeur agrégé à l'Université McGill. En outre, il est professeur extraordinaire à l'Université de Vienne. Seiringer fait des progrès substantiels dans la théorie mathématique des gaz quantiques et en particulier du condensat de Bose-Einstein (BEC). Il prouve en partie l'existence de BEC pour les gaz de bosons en interaction dans la limite de Gross–Pitaevskii  en collaboration avec Elliott Lieb. Ils prouvent également la superfluidité dans cette limite et dérivent l'Équation de Gross-Pitaevskii dans le cas particulier de BEC dans des conteneurs en rotation. Depuis 2013, il est professeur titulaire à l'Institut autrichien des sciences et technologies (ISTA) à Klosterneuburg, en Autriche.
En 2009, Seiringer reçoit le Prix Henri-Poincaré.
Il est élu membre de l'American Mathematical Society dans la classe 2020, pour « ses contributions à la physique mathématique et à l'analyse en physique quantique à plusieurs corps, et pour ses services à la communauté mathématique ».